# Castèlnòu e la Capèla
Castèlnòu e la Capèla (en francès Castelnaud-la-Chapelle) és un municipi francès situat al departament de la Dordonya i a la regió de la Nova Aquitània.

## Demografia
| 1962                                       | 1968 | 1975 | 1982 | 1990 | 1999 | 2007 |
| ------------------------------------------ | ---- | ---- | ---- | ---- | ---- | ---- |
| 497                                        | 440  | 380  | 374  | 408  | 426  | 461  |
| Des de 1962: població sense dobles comptes |      |      |      |      |      |      |

## Administració
| Període | Identitat      | Partit |
| ------- | -------------- | ------ |
| 1983-   | Germinal Peiro | PS     |